# Pteraster rugosus
Pteraster rugosus är en sjöstjärneart som beskrevs av Hubert Lyman Clark 1941. Pteraster rugosus ingår i släktet Pteraster och familjen knubbsjöstjärnor. Inga underarter finns listade i Catalogue of Life.